# City College of New York
The City College of The City University of New York (powszechniej znany jako City College of New York lub po prostu City College, CCNY) – uczelnia w Nowym Jorku w Stanach Zjednoczonych, najstarsza z 24 instytucji kształcenia wyższego City University of New York i pierwsza publiczna uczelnia w Stanach Zjednoczonych. Jej zaprojektowany przez George’a B. Posta neogotycki kampus rozciągający się wzdłuż Convent Avenue od 130. do 141. ulicy na wzgórzach Harlemu na Manhattanie jest jedną z najpiękniejszych i najbardziej charakterystycznych wizytówek dzielnicy.

## Znani studenci

### Nobliści
Dziewięciu absolwentów The City College zostało uhonorowanych Noblem. Żadna publiczna uczelnia na świecie nie wykształciła więcej laureatów tej nagrody.
- Kenneth Arrow 1940–1972, laureat Nagrody Nobla w dziedzinie ekonomii
- Robert J. Aumann 1950–2005, laureat Nagrody Nobla w dziedzinie ekonomii
- Julius Axelrod 1933–1970, laureat Nagrody Nobla w dziedzinie medycyny
- Herbert A. Hauptman 1937–1985, laureat Nagrody Nobla w dziedzinie chemii
- Robert Hofstadter 1935–1961, laureat Nagrody Nobla w dziedzinie fizyki
- Jerome Karle 1937–1985, laureat Nagrody Nobla w dziedzinie chemii
- Arthur Kornberg 1937–1959, laureat Nagrody Nobla w dziedzinie medycyny
- Leon M. Lederman 1943–1988, laureat Nagrody Nobla w dziedzinie fizyki
- Arno Penzias 1954–1978, laureat Nagrody Nobla w dziedzinie fizyki

### Inni
- Leon Festinger psycholog, badacz i specjalista psychologii społecznej i teorii dysonansu poznawczego
- Woody Allen, reżyser filmowy, scenarzysta, aktor
- Michael Baden, patolog, specjalista medycyny sądowej
- Stanley Kubrick, reżyser filmowy
- Abraham Maslow, psycholog, autor teorii hierarchii potrzeb
- Colin Powell, były sekretarz stanu Stanów Zjednoczonych
- Mario Puzo, powieściopisarz, autor Ojca chrzestnego